# Maromandia
Maromandia is een plaats en commune in het noorden van Madagaskar, behorend tot het district Analalava, dat gelegen is in de regio Sofia. Tijdens een volkstelling in 2001 telde de plaats 33.596 inwoners.
De plaats biedt naast lager onderwijs ook middelbaar onderwijs aan. 60 % van de bevolking werkt als landbouwer, 18 % houdt zich bezig met veeteelt en 20 % verdient zijn brood als visser. De belangrijkste landbouwproducten zijn rijst en koffie; ander belangrijke product zijn catechu-zaden. Verder is 2% actief in de dienstensector.